# Dongcun (sockenhuvudort i Kina, Jiangxi Sheng, lat 28,01, long 114,81)
Dongcun är en sockenhuvudort i Kina. Den ligger i provinsen Jiangxi, i den sydöstra delen av landet, omkring 130 kilometer sydväst om provinshuvudstaden Nanchang. Antalet invånare är 11 375. Befolkningen består av 5 279 kvinnor och 6 096 män. Barn under 15 år utgör 20,0 %, vuxna 15-64 år 70 %, och äldre över 65 år 9,0 %.
Runt Dongcun är det tätbefolkat, med 442 invånare per kvadratkilometer. Närmaste större samhälle är Xinyu, 19,7 km söder om Dongcun. I omgivningarna runt Dongcun växer huvudsakligen savannskog.
Genomsnittlig årsnederbörd är 2 315 millimeter. Den regnigaste månaden är maj, med i genomsnitt 349 mm nederbörd, och den torraste är oktober, med 28 mm nederbörd.